# Adasino Nenbucudzsi
Az Adasino Nenbucudzsi (化野念仏寺) Kiotó egyik buddhista temploma, amely sírköveiről híres.

## Története
A templom nevében szereplő Adasino azt a területet jelöli, ahol áll. Adasino már sok évszázaddal a templom alapítása előtt temetkezési helyként szolgált. A hagyomány szerint a létesítményt Kúkai, a buddhista singon szekta alapítója hozta létre a 9. században. A templom területe temetkezési hellyé vált, majd a 12. században a Tiszta Föld buddhizmus tanulmányozásának és gyakorlásának helyszíne lett. A Nenbucudzsi nevet ekkortól használják a templomra. A fő Buddha-szobor Amitábhát ábrázolja, Tankei (1173-1256) buddhista mester munkája. A főépület 1712-ben épült.
A templom területén nagyjából nyolcezer sírkő található, amelyeket a múlt században gyűjtöttek össze Adasino területén, majd rendeztek sorokba. A középpontba sztúpát és Buddha-szobrot állítottak. Ez az elhelyezés azt a képet szándékozik sugározni, mintha a mennyi lények Buddha beszédét hallgatnák. Augusztusi éjszakákon tartják a templom területén a szentokujo (Sento-kuyo) szertartást, amikor ezernél több gyertyát gyújtanak az ősök szellemeiért.